# Rschawynzi
Rschawynzi (ukrainisch Ржавинці; russisch Ржавинцы Rschawinzy, rumänisch Rjavinţi) ist ein Dorf im Norden der ukrainischen Oblast Tscherniwzi mit etwa 3000 Einwohnern (2001).
Das im nördlichen Bessarabien liegende und erstmals 1441 schriftlich erwähnte Dorf liegt 5 km südlich dem Flussufer des Dnister, 24 km östlich vom Rajonzentrum Sastawna und 36 km nordöstlich vom Oblastzentrum Czernowitz.
Durch das Dorf verläuft die Territorialstraße T–26–28.
Am 21. September 2017 wurde das Dorf ein Teil neu gegründeten Landgemeinde Jurkiwzi im Rajon Sastawna, bis dahin bildete es die Landratsgemeinde Rschawynzi (Ржавинецька сільська рада/Rschawynezka silska rada) im Nordosten des Rajons.
Seit dem 17. Juli 2020 ist der Ort ein Teil des Rajons Tscherniwzi.